# Moriz Bauer
Moriz von Bauer, též Moritz Bauer nebo Mořic Bauer, plným jménem Moritz Peter Maria rytíř (Ritter) von Bauer-Rohrfelden (12. října 1812 Rosice – 13. dubna 1895 Brno), byl rakouský podnikatel a politik německé národnosti z Moravy; poslanec Moravského zemského sněmu.

## Životopis
Jeho rodiče byli Aron Bauer (1780–1844) a Judith Hallerová. Byl židovského původu, ale konvertoval ke křesťanství a nechal se pokřtít. V rodných Rosicích začal s podnikáním jako majitel palírny a předseda kamenouhelného těžířstva Láska boží ve Zbýšově. Pak se přestěhoval do Brna. Koupil pozemky v Starém Brně a zřídil zde cukrovar. Byl majitelem cukrovaru v Brně a prezidentem kamenouhelné společnosti ve Zbýšově. Měl titul rytíře. Získal Řád železné koruny.
V 70. letech se zapojil i do vysoké politiky. V doplňovacích zemských volbách 20. března 1876 byl (poté co rezignoval poslanec Carl Mauritz Turetschek) zvolen na Moravský zemský sněm, za kurii obchodních a živnostenských komor, obvod Brno. Mandát zde obhájil i v řádných zemských volbách v roce 1878 a zemských volbách v roce 1884. Po zemských volbách v roce 1890 uvádějí dobové zdroje počátkem července 1890, že místo Bauera byl do sněmu zvolen Adolf Promber, který do té doby zastupoval obvod v Hranicích a kterému Bauer z rozhodnutí německých liberálů postoupil své místo. Již v polovině července 1890 ovšem tisk uvádí, že Promber rezignoval a v doplňovací volbě byl opět zvolen dosavadní poslanec Bauer. Poslancem byl Bauer do své smrti roku 1895. V roce 1878 se uvádí jako německý liberál (tzv. Ústavní strana, liberálně a centralisticky orientovaná).
Zemřel v dubnu 1895 v Brně po dlouhé nemoci ve věku 83 let. Pohřben byl v rodinné hrobce na Ústředním hřbitově v Brně. Autorem návrhu hrobky byl Adolf Loos.

## Rodina
Dne 9. června 1846 se v Rosicích u Brna oženil s Mathilde Ernestine Rittlerovou, se kterou měl syny Viktora Arnolda Jakoba Bauera a Julia Bauera.